# Regalienrecht
Das Regalienrecht (lat. jus regaliae, jus regale oder jus deportus) ist das dem Kirchenherrn, besonders dem König oder Kaiser, zustehende Recht, während einer Sedisvakanz die Einkünfte des verstorbenen Bischofs oder Erzbischofs einzuziehen und freie niedere geistliche Lehen zu vergeben.
Beispiele für das Regalienrecht sind das Bergregal und das Salzregal. Das Bergregal bestand in einem dinglichen Verfügungs- und Gewinnungsrecht des Regalherren hinsichtlich der dem Bergregal unterliegenden Mineralien auch gegen den erklärten Willen des Oberflächeneigentümers. Es ist jedoch darauf aufmerksam zu machen, dass es diesbezüglich einen im Heiligen Römischen Reich Deutscher Nation allgemein anerkannten, geschlossenen Kreis der dem Bergregal unterliegenden Mineralien zu keinem Zeitpunkt gegeben hat. 
Die Regalität des Salzes – sei es in gelöster oder fester Form – war gemeinrechtlich anerkannt. Es wurde aufgrund seiner besonderen versorgungspolitischen Bedeutung zusammen mit den Edelmetallen Gold und Silber sowie den Edelsteinen als dem sogenannten hohen Bergregal unterworfen angesehen. Das sogenannte niedere Bergregal hingegen bezog sich auf alle anderen regalen Mineralien. Unter bestimmten Bedingungen war jedermann der Bergbau zur Gewinnung der freierklärten Mineralien auch auf und unter fremdem Boden gestattet. Im Bereich des freierklärten Bergbaus beschränkten sich die Befugnisse des Regalherrn auf die Erteilung der Schürferlaubnis, die Verleihung des Bergwerkseigentums, die Erhebung der Abgaben (Zehnten), das Recht der Bergpolizei, der Berggerichtsbarkeit und der Berggesetzgebung. Ursprünglich stand das Bergregal und – als Teil davon – das Salzregal den römisch-deutschen Kaisern und Königen zu. Kaiser Karl IV. legte in Kapitel IX § 1 der Goldenen Bulle aus dem Jahre 1356 fest, dass den Kurfürsten an den in deren Territorien entdeckten und noch zu entdeckenden Bergwerksmineralien die Regalrechte zustanden. Mit dem Westfälischen Frieden im Jahre 1648, der durch Art. VIII § 1 sämtliche Reichsstände in allen ihren hergebrachten Rechten bestätigte, erlangten die Kurfürsten die volle Landeshoheit und damit auch das volle Berg- bzw. Salzregal.
 Siehe auch Regalien, Spolienrecht